# Liste der Bodendenkmäler in Ering
Auf dieser Seite sind die Bodendenkmäler in der niederbayerischen Gemeinde Ering zusammengestellt. Diese Tabelle ist eine Teilliste der Liste der Bodendenkmäler in Bayern. Grundlage ist die Bayerische Denkmalliste, die auf Basis des Bayerischen Denkmalschutzgesetzes vom 1. Oktober 1973 erstmals erstellt wurde und seither durch das Bayerische Landesamt für Denkmalpflege geführt wird. Die folgenden Angaben ersetzen nicht die rechtsverbindliche Auskunft der Denkmalschutzbehörde.

## Bodendenkmäler in Ering
| Lage       | Objekt                                                                                          | Akten-Nr.     | Bild |
| ---------- | ----------------------------------------------------------------------------------------------- | ------------- | ---- |
| (Standort) | Grabhügel vorgeschichtlicher Zeitstellung.                                                      | D-2-7644-0011 |      |
| (Standort) | Schürfgrubenfeld vor- und frühgeschichtlicher Zeitstellung.                                     | D-2-7644-0012 |      |
| (Standort) | Grabhügel vorgeschichtlicher Zeitstellung.                                                      | D-2-7644-0013 |      |
| (Standort) | Schürfgrubenfeld vor- und frühgeschichtlicher Zeitstellung.                                     | D-2-7644-0014 |      |
| (Standort) | Siedlung vor- und frühgeschichtlicher Zeitstellung.                                             | D-2-7644-0022 |      |
| (Standort) | Untertägige spätmittelalterliche und frühneuzeitliche Teile der Kath. Pfarrkirche               | D-2-7644-0030 |      |
| (Standort) | Untertägige spätmittelalterliche und frühneuzeitliche Befunde und Funde                         | D-2-7644-0032 |      |
| (Standort) | Untertägige mittelalterliche und frühneuzeitliche Befunde und Funde im Bereich der Kath. Kirche | D-2-7644-0040 |      |
| (Standort) | Untertägige spätmittelalterliche und frühneuzeitliche Befunde und Funde                         | D-2-7644-0064 |      |
| (Standort) | Untertägige frühneuzeitliche Teile des herrschaftlichen Armenspitals von Ering                  | D-2-7644-0068 |      |
| (Standort) | Untertägige frühneuzeitliche Befunde und Funde im Bereich der abgegangenen Wieskapelle          | D-2-7644-0069 |      |
| (Standort) | Wall-Grabenanlage vor- und frühgeschichtlicher bzw. frühmittelalterlicher Zeitstellung.         | D-2-7644-0101 |      |
| (Standort) | Burgstall des hohen und späten Mittelalters (Erneck).                                           | D-2-7645-0145 |      |
| (Standort) | Siedlung der späten Latènezeit und Siedlung oder Körpergräber vor- und frühgeschichtlicher Zeit | D-2-7645-0146 |      |
| (Standort) | Siedlung vor- und frühgeschichtlicher Zeitstellung.                                             | D-2-7645-0147 |      |
| (Standort) | Siedlung vor- und frühgeschichtlicher Zeitstellung.                                             | D-2-7645-0148 |      |
| (Standort) | Körpergräber der mittleren Latènezeit.                                                          | D-2-7744-0001 |      |
| (Standort) | Siedlung vor- und frühgeschichtlicher Zeitstellung.                                             | D-2-7744-0002 |      |
| (Standort) | Siedlung vor- und frühgeschichtlicher Zeitstellung.                                             | D-2-7744-0003 |      |
| (Standort) | Verebnetes Grabenwerk und Siedlung vor- und frühgeschichtlicher Zeitstellung.                   | D-2-7744-0004 |      |
| (Standort) | Siedlung vor- und frühgeschichtlicher Zeitstellung.                                             | D-2-7744-0005 |      |
| (Standort) | Siedlung vor- und frühgeschichtlicher Zeitstellung.                                             | D-2-7744-0006 |      |
| (Standort) | Siedlung vor- und frühgeschichtlicher Zeitstellung.                                             | D-2-7744-0007 |      |
| (Standort) | Siedlung vor- und frühgeschichtlicher Zeitstellung.                                             | D-2-7744-0008 |      |
| (Standort) | Verebnete Grabhügel mit Kreisgraben vorgeschichtlicher Zeitstellung.                            | D-2-7744-0028 |      |
| (Standort) | Siedlung und verebnetes Grabenwerk vor- und frühgeschichtlicher Zeitstellung.                   | D-2-7744-0029 |      |
| (Standort) | Siedlung vor- und frühgeschichtlicher Zeitstellung.                                             | D-2-7744-0031 |      |
| (Standort) | Untertägige spätmittelalterliche und frühneuzeitliche Befunde und Funde                         | D-2-7744-0038 |      |
| (Standort) | Untertägige frühneuzeitliche Teile des Schlosses Ering mit Gartenanlagen                        | D-2-7744-0039 |      |